# تيري برايس (لاعب دوري الرغبي)
تيري برايس (بالإنجليزية: Terry Price)‏ هو لاعب كرة قدم أمريكية بريطاني، ولد في 16 يوليو 1945 في ويلز في المملكة المتحدة، وتوفي في 7 أبريل 1993 في Bicester ‏ في المملكة المتحدة بسبب حادث مرور.

## وصلات خارجية
- تيري برايس عل موقع إسبنسكروم (الإنجليزية)